# Усовщина
Усовщина (біл. вёска Усоўшчіна) — село в складі Мядельського району Мінської області, Білорусь. Село підпорядковане Старогабській сільській раді, розташоване в північній частині області.